# Парфёнов, Дмитрий Георгиевич
Дми́трий Гео́ргиевич Парфёнов (22 августа 1919, Глазово, Новгородская губерния — 30 июня 1941, Даугавпилсский уезд, Латвийская ССР) — советский лётчик военно-морской авиации, участник Великой Отечественной войны. Член экипажа, совершившего первый воздушный таран бомбардировщиком в Великой Отечественной войне и первый в истории военной авиации двойной таран воздушной и наземной цели. Герой Российской Федерации (6.07.1995, посмертно). Лейтенант (ноябрь 1939).

## Биография
Родился в семье рабочего. После окончания школы в Окуловке поступил в Ленинградский институт инженеров водного транспорта.
Однако ещё с первого курса института в октябре 1937 года по спецнабору был призван в РККФ и направлен в Военно-морское авиационное училище имени Сталина в городе Ейске. После окончания училища в ноябре 1939 года направлен на службу в ВВС Балтийского флота. Служил в 1-м минно-торпедном авиаполку 8-й минно-торпедной авиабригады Краснознамённого Балтийского Флота: младший лётчик-наблюдатель, с ноября 1940 года — старший лётчик-наблюдатель, с 19 июня 1941 года — штурман звена. Участвовал в советско-финской войне 1939—1940 годов.

## Подвиг героя
Участник Великой Отечественной войны с 22 июня 1941 года. 30 июня 1941 года экипаж дальнего бомбардировщика ДБ-3Т первого минно-торпедного авиаполка 8-й минно-торпедной авиадивизии Краснознамённого Балтийского Флота в составе лётчика — младшего лейтенанта П. С. Игашова, штурмана лейтенанта Д. Г. Парфёнова, бортстрелков В. Л. Новикова и А. М. Хохлачёва выполнял боевую задачу по нанесению бомбового удара по мосту в районе города Двинска. Полёт проходил без прикрытия истребителями сопровождения. После уничтожения моста, по возвращении, самолёт был атакован тремя немецкими истребителями Bf 109F. Бортстрелками экипажа был сбит один самолёт противника, но вражеским огнём был повреждён левый двигатель бомбардировщика. Несмотря на это, ещё один самолёт противника был уничтожен воздушным тараном, а горящий бомбардировщик был направлен в танковую колонну противника.
Это был первый воздушный таран бомбардировщиком в Великой Отечественной войне и первый в истории двойной таран воздушной и наземной цели.
Останки экипажа найдены школьниками и захоронены на Братском кладбище в Даугавпилсе в 1975 году.

## Награды
- 7 мая 1970 года весь экипаж посмертно награждён орденами Отечественной войны 1-й степени[4].
- 6 июля 1995 года Указом Президента России всем членам погибшего экипажа присвоено звание Героев Российской Федерации (посмертно)[5].

## Память

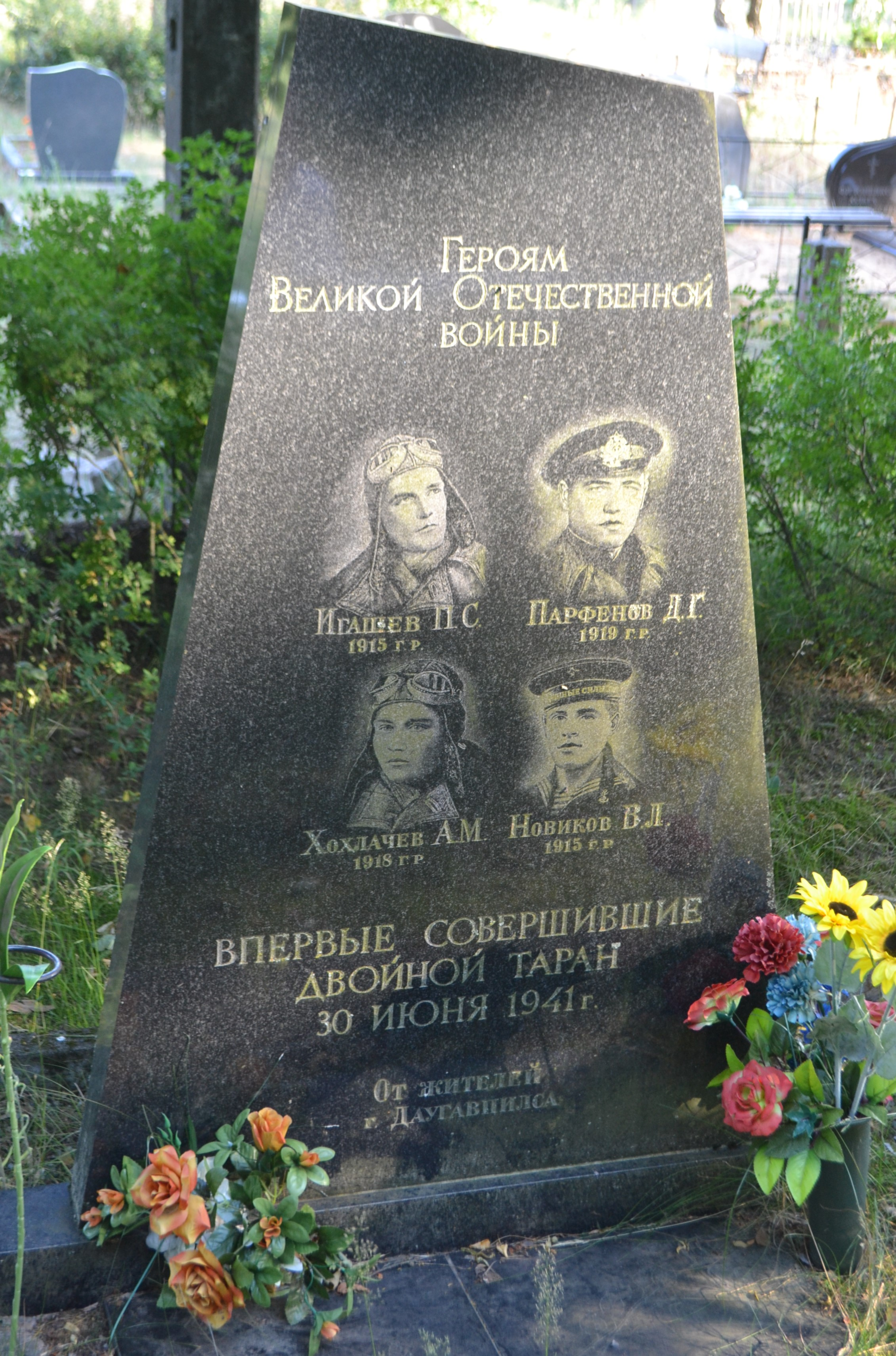
Памятник на Братском кладбище в Даугавпилсе

- В городе Окуловка именем Дмитрия Георгиевича Парфёнова названа улица[6].
- На месте падения самолёта у посёлка Крауяс Науенской волости на 4 км шоссе Даугавпилс — Краслава установлен памятник (первоначально металлический обелиск от работников Даугавпилсского завода химического волокна, впоследствии заменён на гранитную стелу). Решением Кабинета министров Латвии от 14 июля 2022 г. памятник утверждён в «Списке демонтируемых объектов на территории Латвийской Республики, прославляющих советский и нацистский режимы» со сроком демонтажа до 15 ноября 2022 года[7][8].

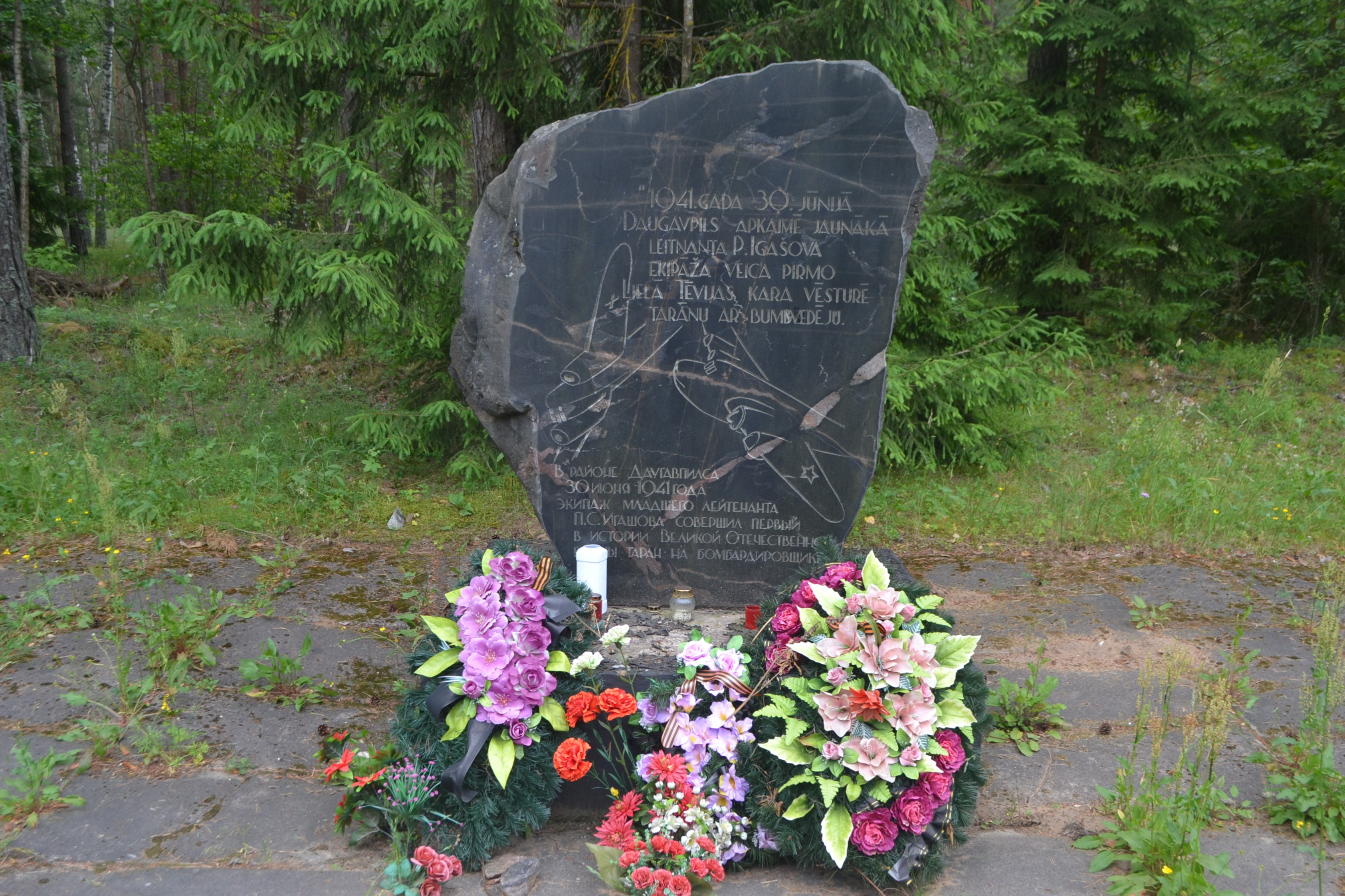
Памятник на месте гибели экипажа